# Jules Casterman
Pour les articles homonymes, voir Casterman (homonymie).
Jules Casterman La Hestre 1er septembre 1877 - 5 mars 1958 est un syndicaliste wallon et homme politique socialiste du POB puis du PSB.

## Biographie
Jules Casterman issu d'une famille de mineurs fut dès sa jeunesse un militant du syndicat socialiste des métallurgistes. Il n'est donc pas étonnant qu'en 1905 il devienne secrétaire permanent de la fédération de la CMB pour le Centre. 
Jules Casterman avait une solide réputation en tant que négociateur tenace, il reste secrétaire permanent de la CMB jusqu'en 1937, année où il prend sa retraite.
Il est élu sénateur provincial pour le Hainaut lors des élections de 1921 et siège sans interruption jusqu’aux élections législatives du 26 juin 1949. 
Élu conseiller communal de La Hestre, il sera aussi échevin et bourgmestre de sa commune.